# Paul Cézanne
Paul Cézanne, född 19 januari 1839 i Aix-en-Provence, död där 22 oktober 1906, var en fransk målare. Han var en av de viktigaste europeiska bildkonstnärerna under det sena 1800-talet. Han inspirerade bland annat Pablo Picasso och utvecklingen mot kubism, och han ses som den enskilt viktigaste pionjären inom utvecklingen av det moderna måleriet.
Cézanne målade mest stilleben av bland annat äpplen och apelsiner, figurkompositioner och landskap från södra Frankrike. Hans Kortspelarna såldes 2011 för rekordsumman 300 (eller 250) miljoner dollar.

## Biografi

### Bakgrund
Paul Cézanne inledde sitt konstnärskap som tioåring, då han tecknade för en munk i klosterskolan hemma i Aix-en-Provence. Detta följdes av olika kurser i teckning och målning, anordnade vid stadsmuseet.
1861 avbröt han de juridikstudier som han inlett tre år tidigare, lämnade Aix-en-Provence och tog upp sina konststudier i Paris. Där misslyckades han med att bli antagen till École des Beaux-Arts, och förhoppningen om att bli en etablerad Salongsmålare stäcktes. Istället fann han inspiration genom umgänge med andra unga bildkonstnärer i Paris, hos sådana som Claude Monet, Camille Pissarro, Auguste Renoir och Édouard Manet. Dessutom genomförde han egna studier av kända målningar som hängde på Louvren.

### Tidigt måleri
Cézannes tidiga period, som brukar benämnas den "romantiska", inleds med hans första bevarade målningar. Perioden sträcker sig från 1858 och fram till 1872 då han vistades i Auvers-sur-Oise. Typiska verk under denna period är Poetens dröm (1859–1860), En ny Olympia (1870) och personporträttet Achille Empéraire (1867–1870).
Åren 1872-1877 anslöt Cézanne sitt måleri till Pissarros och de andra samtida impressionisterna. Av de totalt åtta impressionistutställningar som anordnades mellan 1874 och 1886 deltog han i två (1874 och 1877).

### Postimpressionismen
Efter 1886 lämnade Cézanne kretsen kring impressionisterna för en mer självständig "postimpressionistisk" utveckling som har beskrivits som revolutionerande. Han bytte måleriteknik och bytte ut sitt murande av färglager med smala palettknivar mot användandet av en tunn, laserande färg. Denna applicerade han på duken med korta, parallellt anlagda penselstreck. Dessutom utvecklade han ett raffinerat perspektiv runt färgens användning, där även modelleringen av föremålen togs i beaktande.
Detta ledde till en helt ny attityd till bildskapandet inom bildkonsten, där illusion ersattes av konstruktion. Målarens överväganden hängde i första hand samman med målardukens reella begränsningar. Cézanne menade att det var på dukens yta som konstverket skapades, inte bakom denna. Han markerade sin frigörelse från konstverket som ett "fönster", genom att bryta upp det sammanhållna perspektivet via bruket av många olika blickpunkter. Föremålen på hans bilder kunde även variera i skala, oavsett deras verkliga storlek. De olika rumsplanen i bilden staplades på varandra likt teaterscenens olika kulisser, något som ytterligare förstärkte målardukens tvådimensionella karaktär.

### Senare år
1882 flyttade Cézanne från Paris och återvände till födelsestaden Aix-en-Provence. Han arbetade med stor kraft vidare i långa sviter av stilleben, landskapsmålningar och personporträtt. Han letade efter en "formel" som kunde tydliggöra hans eget måleri. Under det sista årtiondet av hans liv återkom han regelbundet till "badare", ett motiv som enligt honom själv tog fram olika sidor av hans konst. Den största av dessa bilder, De stora baderskorna (även känd som Badande kvinnor), arbetades på under åren 1898-1905 och var vid hans död 1906 oavslutad.
Cézanne var sedan barndomen vän med författaren Émile Zola, och båda lämnade Aix-en-Provence för Paris. Emellertid blev de ovänner. Cézanne avbröt deras vänskap därför att han ogillade vad Zola 1886 hade skrivit om honom i boken L'Œuvre (Konstnärsliv).

## Betydelse och i kulturen
1895 arrangerades en 150 målningar stor retrospektiv utställning i Paris, vilket gav en ny konstnärsgeneration chansen att upptäcka Cézannes måleri och hans konstnärliga problematik alltsedan 1860-talet. Denna problematik fortsatte att ge inspiration åt hela den tidigaste generationen av modernistiska konstnärer, i färganalysen hos fauvisterna och formanalysen hos kubisterna.
Paul Cézannes landskap gav inspiration åt Georges Braque och Pablo Picasso då de skapade kubismen. Cézanne skulle kunna karakteriseras som bron mellan impressionismen och kubismen. I målningar som Montagne Sainte-Victoire (1885) och Madame Cézanne (1887) syns impulser till både kubismen och fauvismen.
Cézannes betydelse som föregångare för den moderna konsten har på senare år lett till ökat och förnyat intresse. Hans Kortspelarna såldes 2011 för rekordsumman 300 (ibland noterad som 250) miljoner dollar.
När man ska förklara kubismen citerar man ofta ur ett brev av Cézanne: 
| ” | Betrakta naturen genom cylindern, sfären och konen. Allting i rätt perspektiv så att varje sida hos ett föremål eller ett plan är riktat mot en central punkt. | „ |

Cézanne är representerad vid bland annat Göteborgs konstmuseum. 1993 sammanställdes Cézannes korrespondens av John Rewald.
Målningen La Carrière de Bibémus (1895) var den första av en rad målningar Cézanne gjorde av det antika stenbrottet i Bibémus, med sin ockrafärgade sten i närheten av Aix-en-Provence. Den förvärvades 1907 av den tyske konstbeskyddaren Karl Ernst Osthaus till det museum han grundat i Hagen och som efter hans död flyttades till Essen, nämligen Museum Folkwang. Där beslagtogs målningen i augusti 1937 som entartete Kunst. Den avyttrades året efter, det vill säga såldes för eller byttes mot okänt vad, av Hermann Göring via ombud till konstsamlaren Franz Koenigs i Amsterdam. Denne överlät målningen till samlaren Siegfried Kramarsky som förde med sig den när han emigrerade till New York 1938. Museum Folkwang förvärvade 1964 tillbaka målningen när den var till försäljning hos Galerie Walter Feilchenfeldt i Zürich.
Asteroiden 6674 Cézanne är uppkallad efter Cézanne.

## Bildgalleri

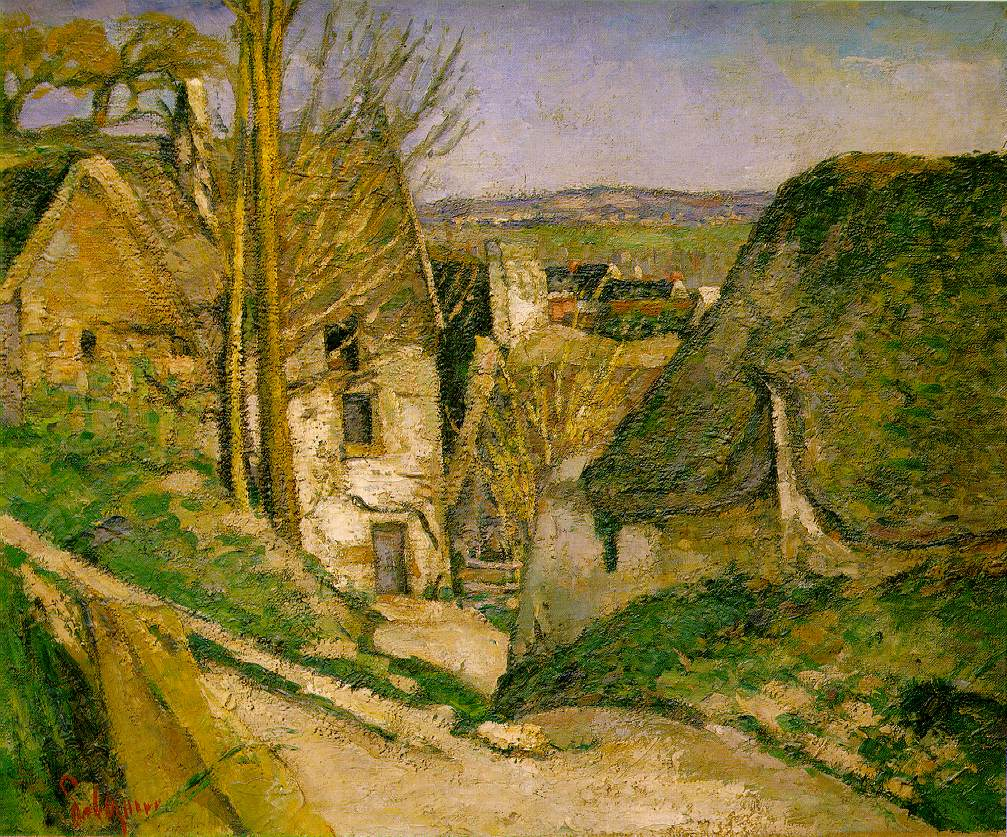
Den hängdes hus (1873), Musée d'Orsay.
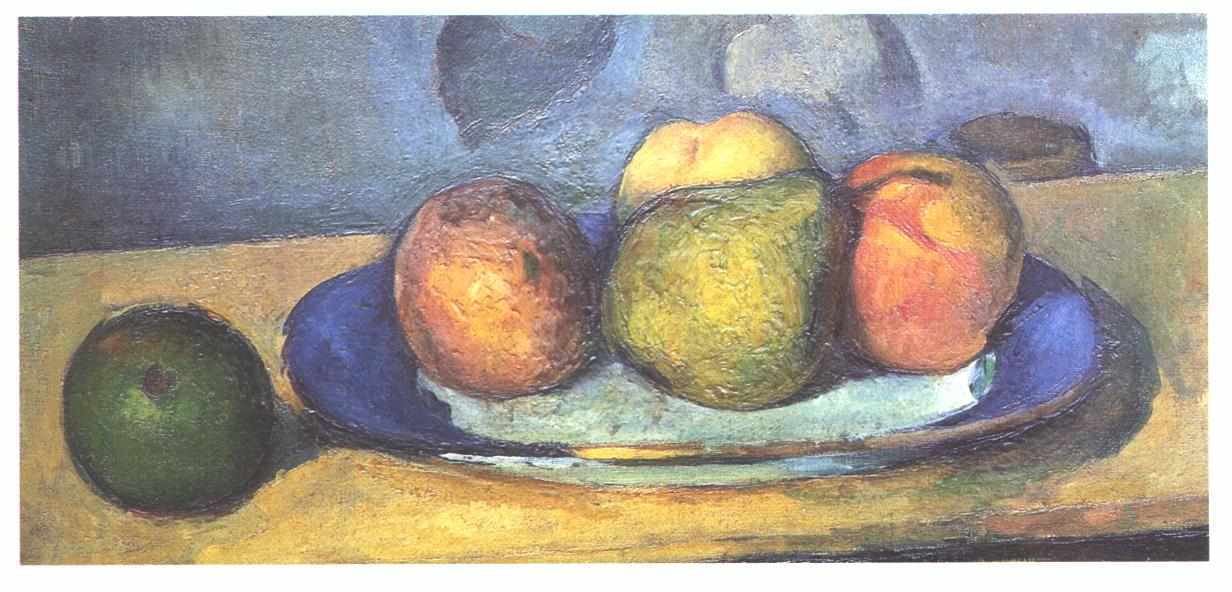
Assiette à bord bleu et fruits (1879-1880)
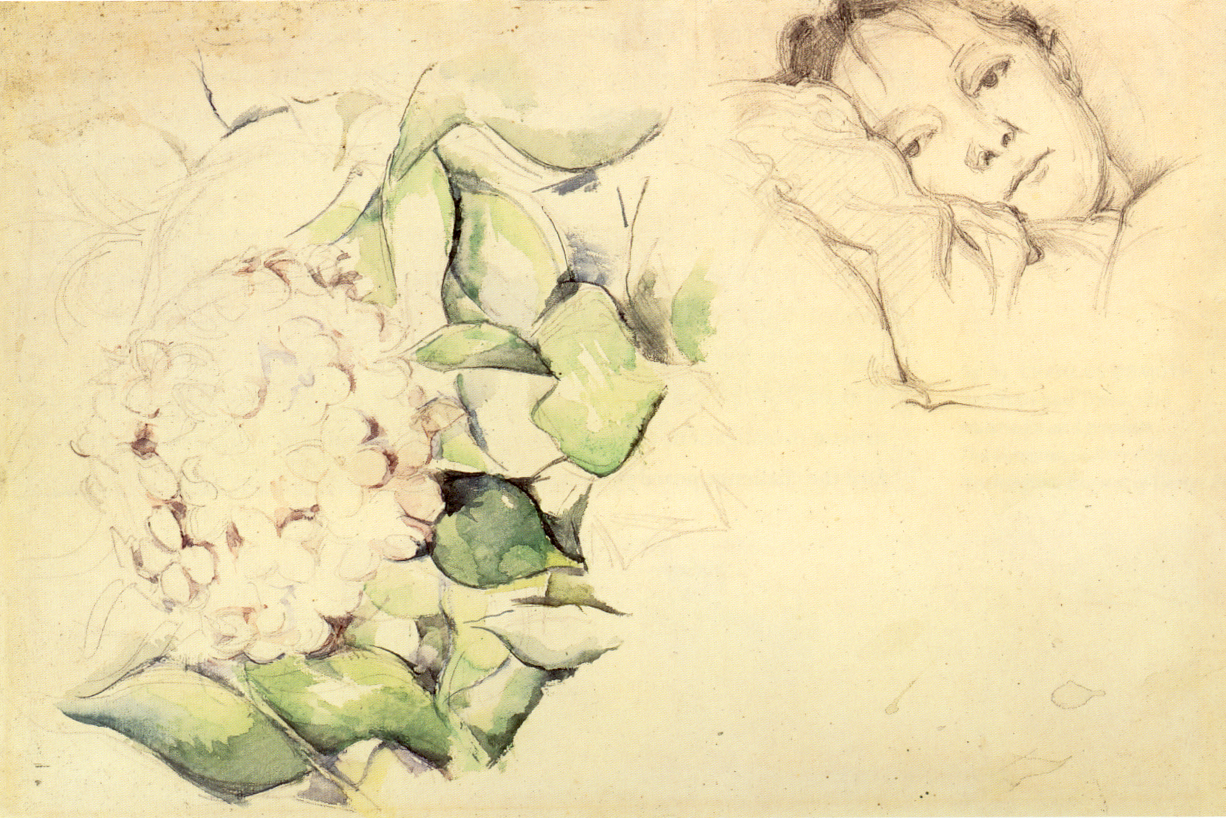
Madame Cézanne with Hydrangeas (omkring 1882–1886)
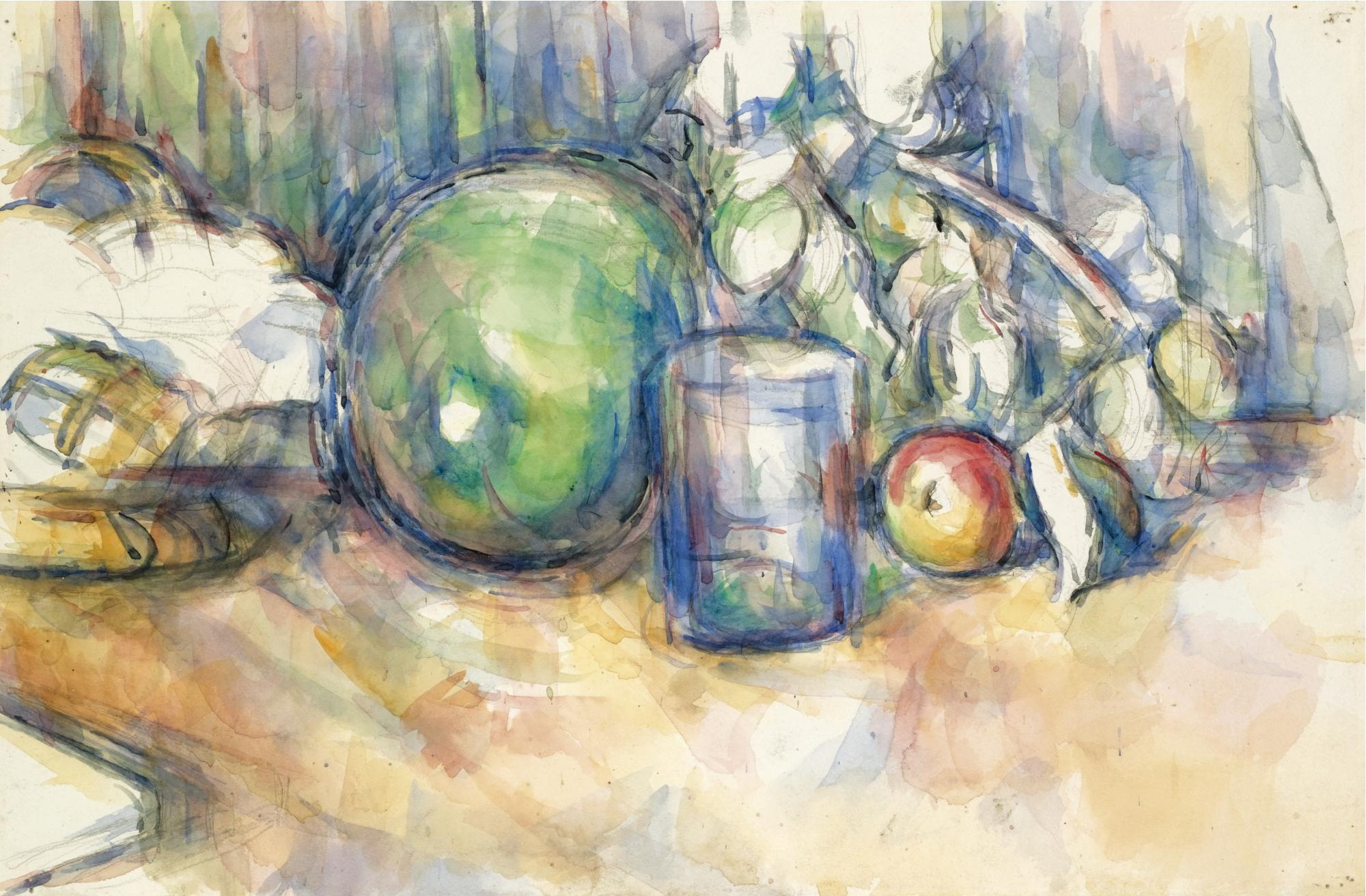
Stilleben [utan år]
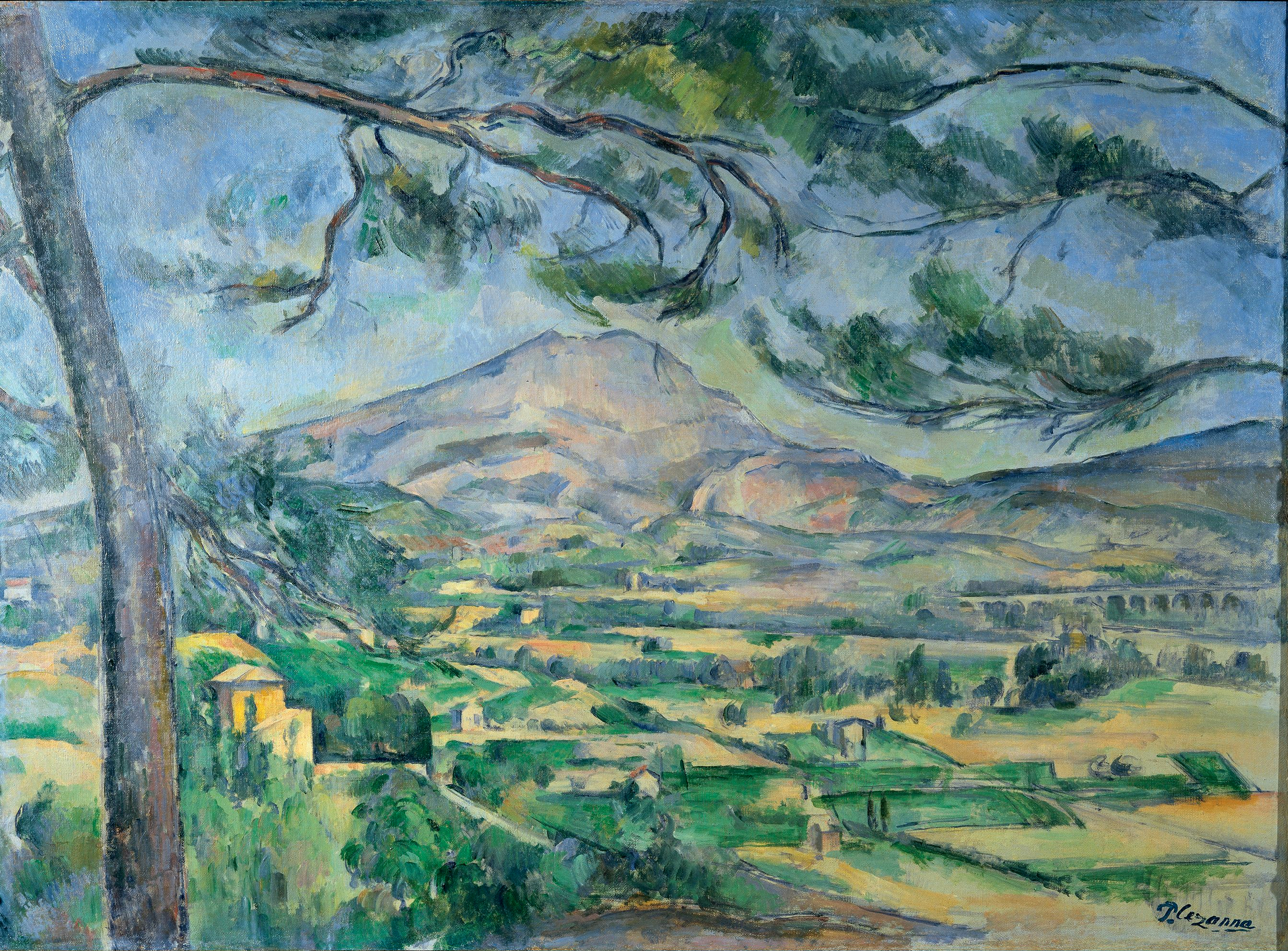
Montagne Sainte-Victoire (omkring 1887)
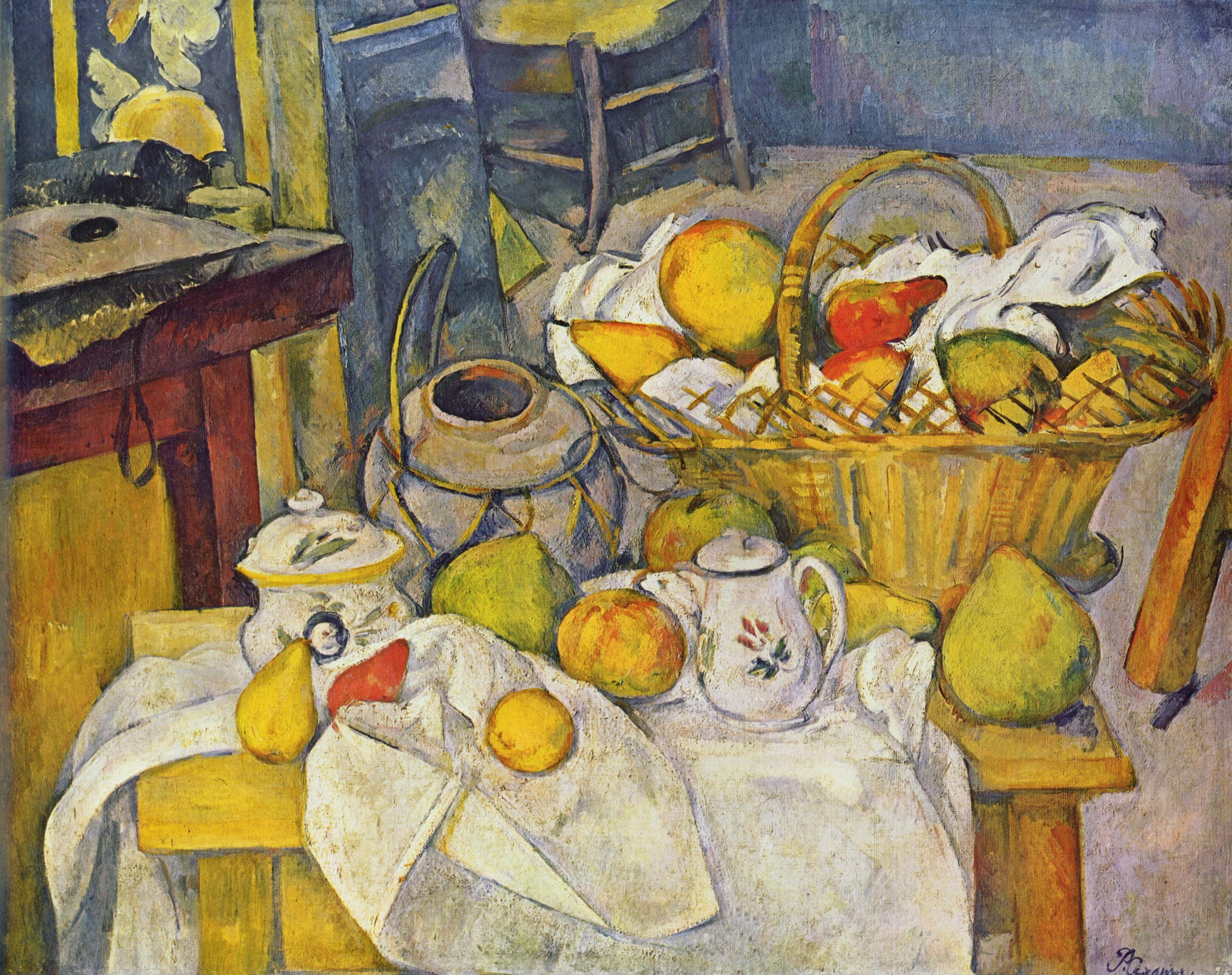
Stilleben med fruktkorg (1888–1890).
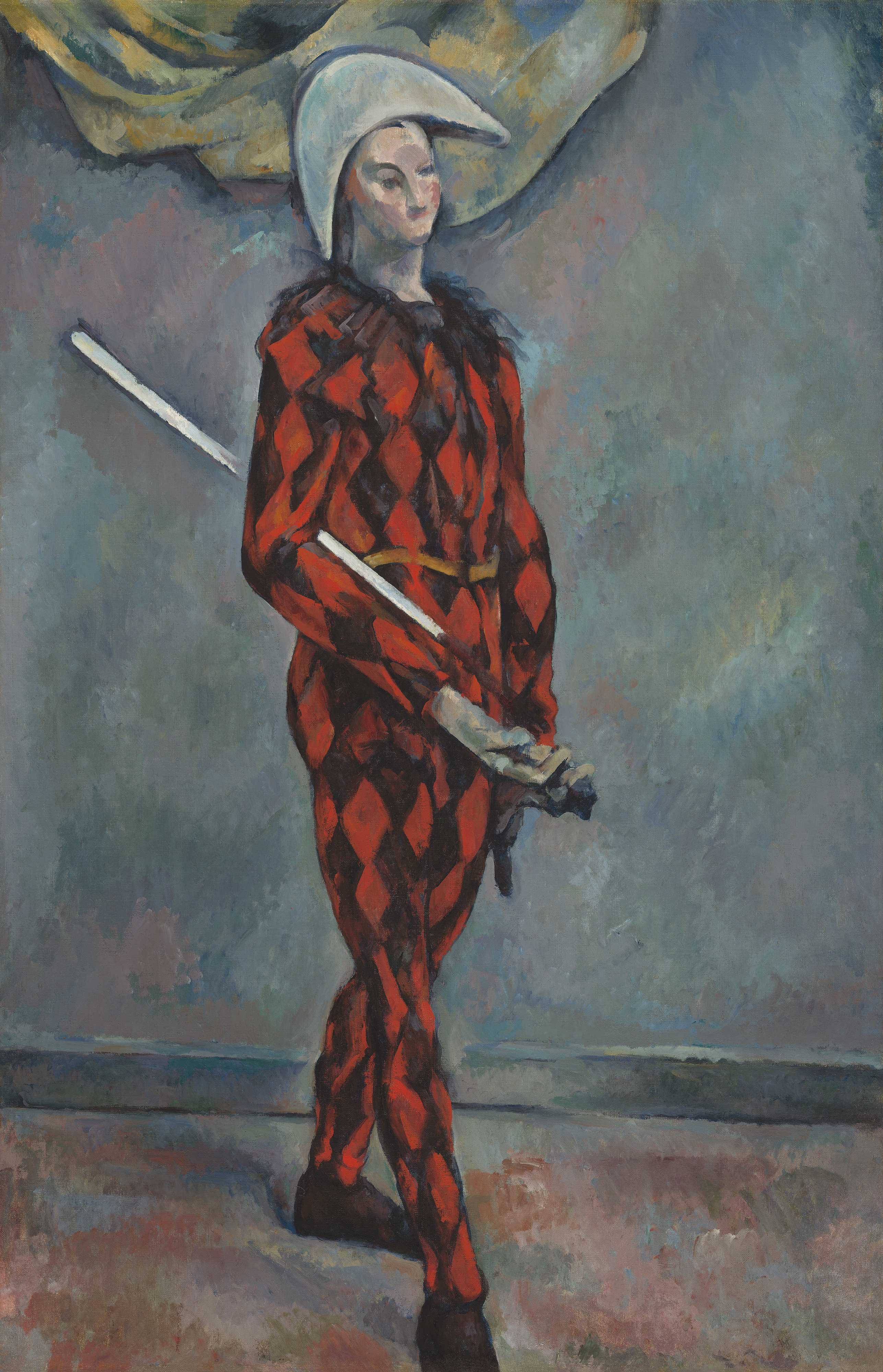
Harlekin (cirka 1888 till 1890)
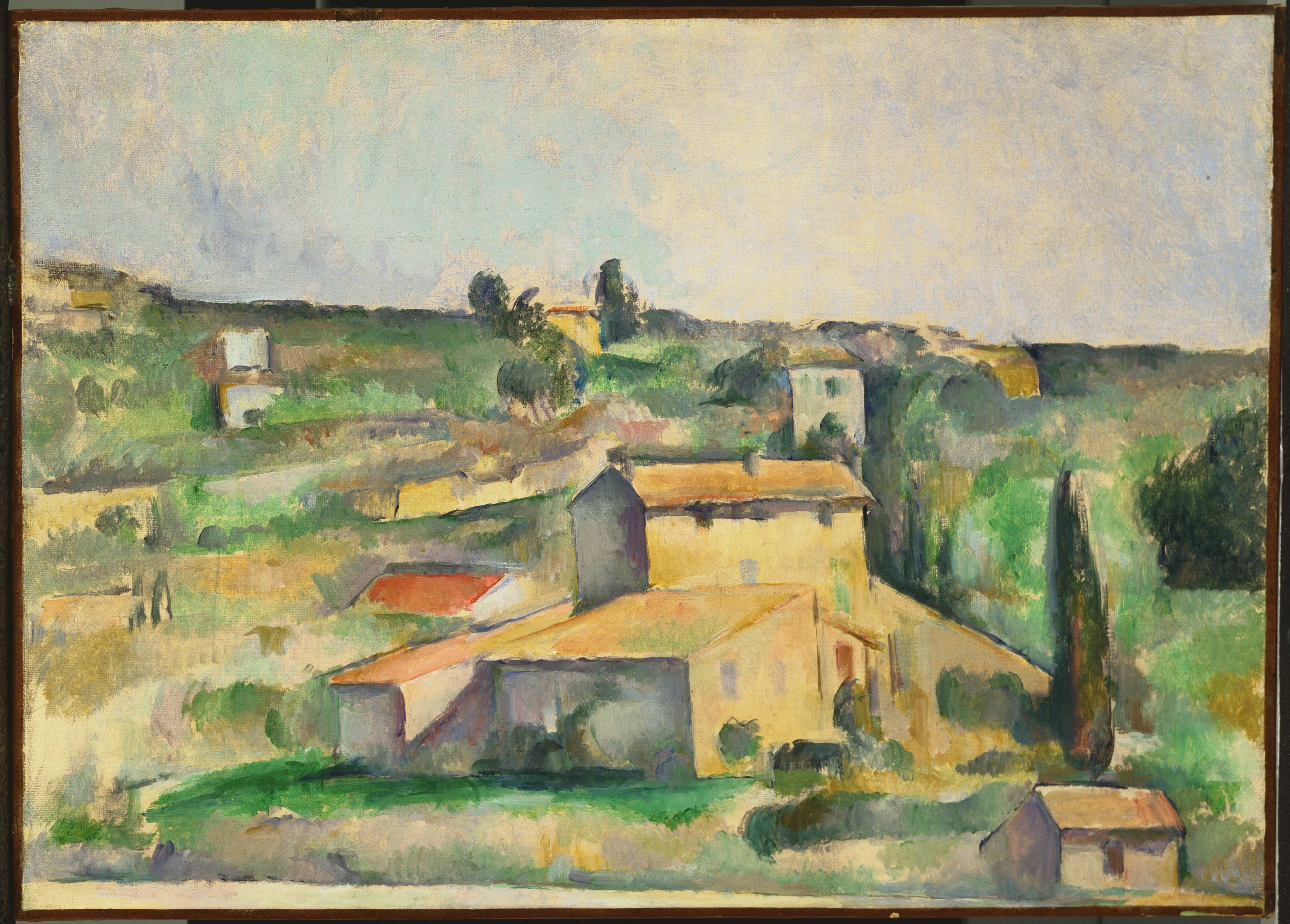
Campagnes de Bellevue (från 1892 till 1895)
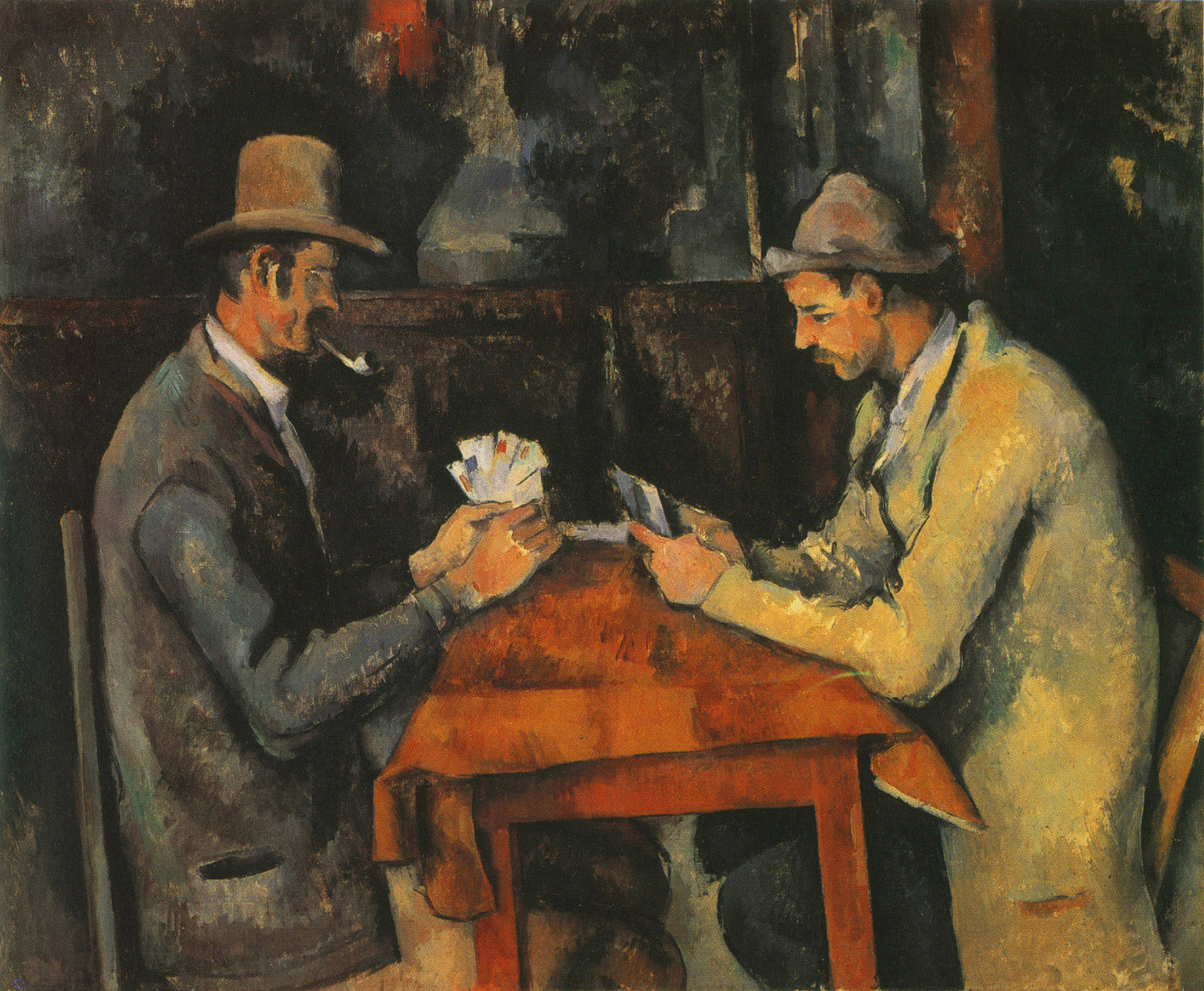
Kortspelarna (1892–1895)
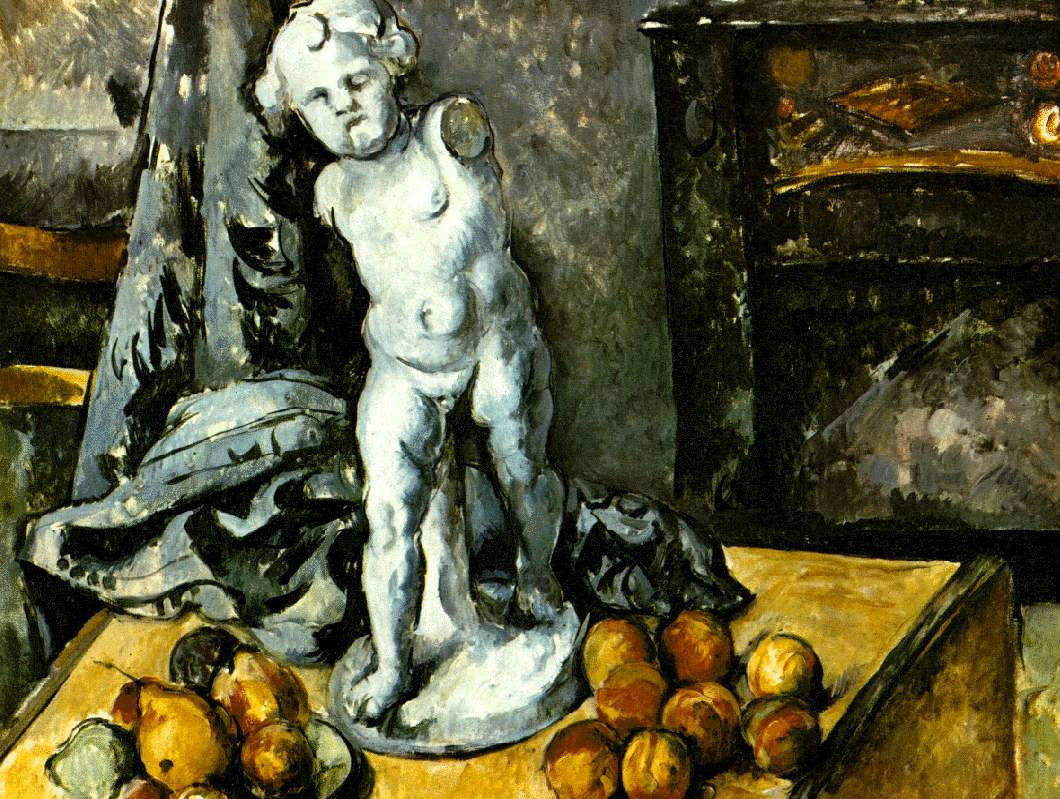
Stilleben med statyett (1895)
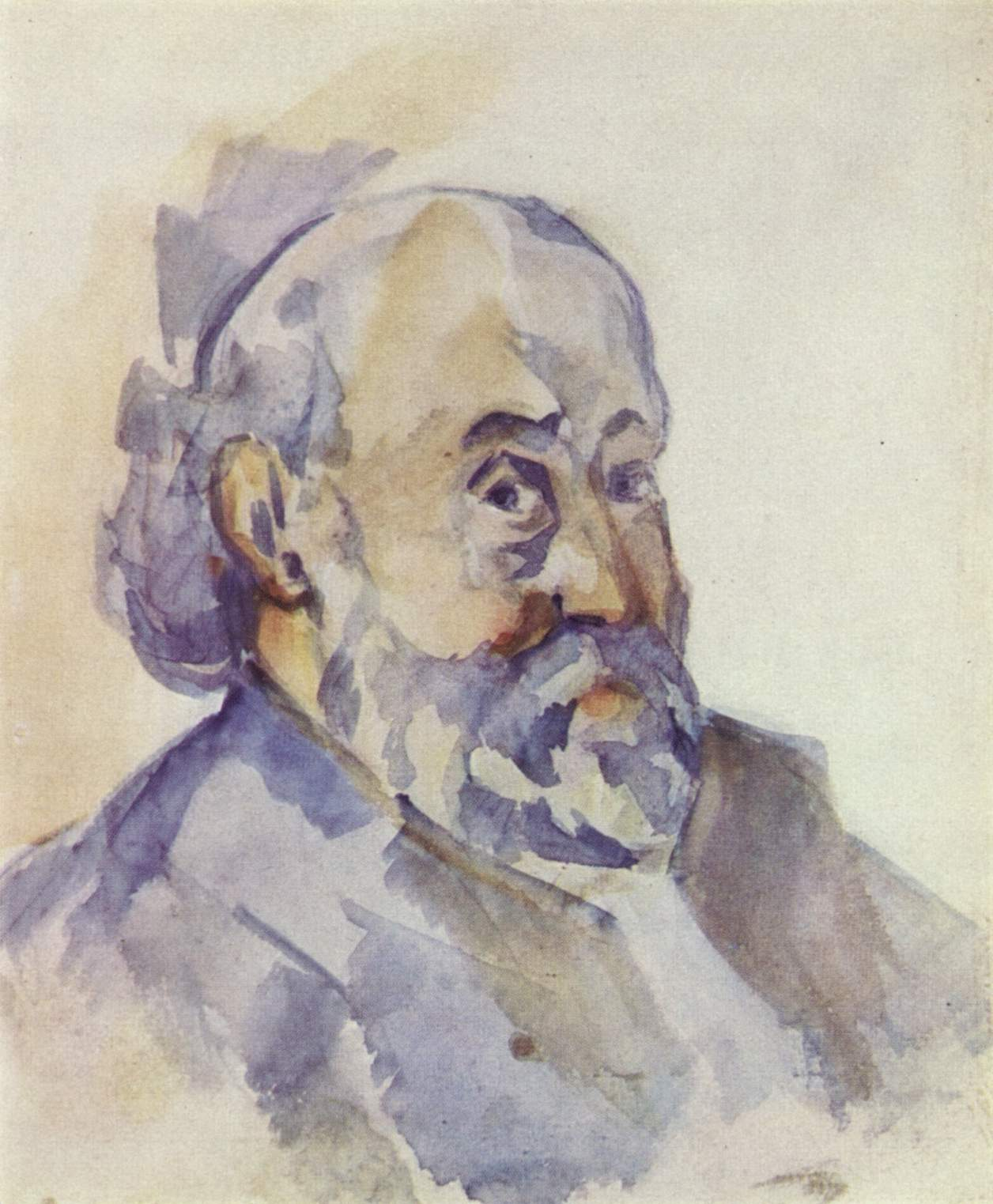
Självporträtt (omkring 1895)
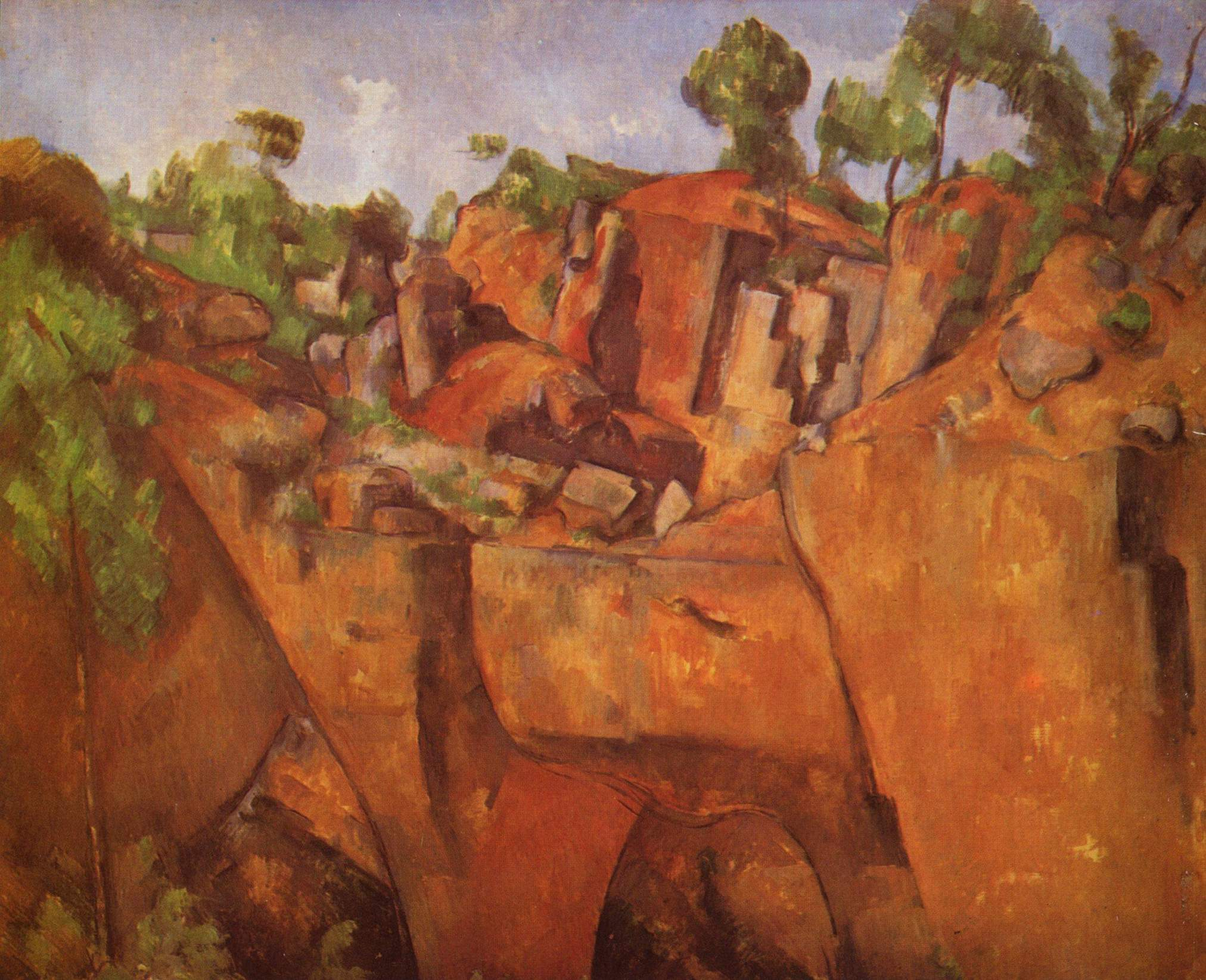
La Carrière de Bibémus (omkring 1895)
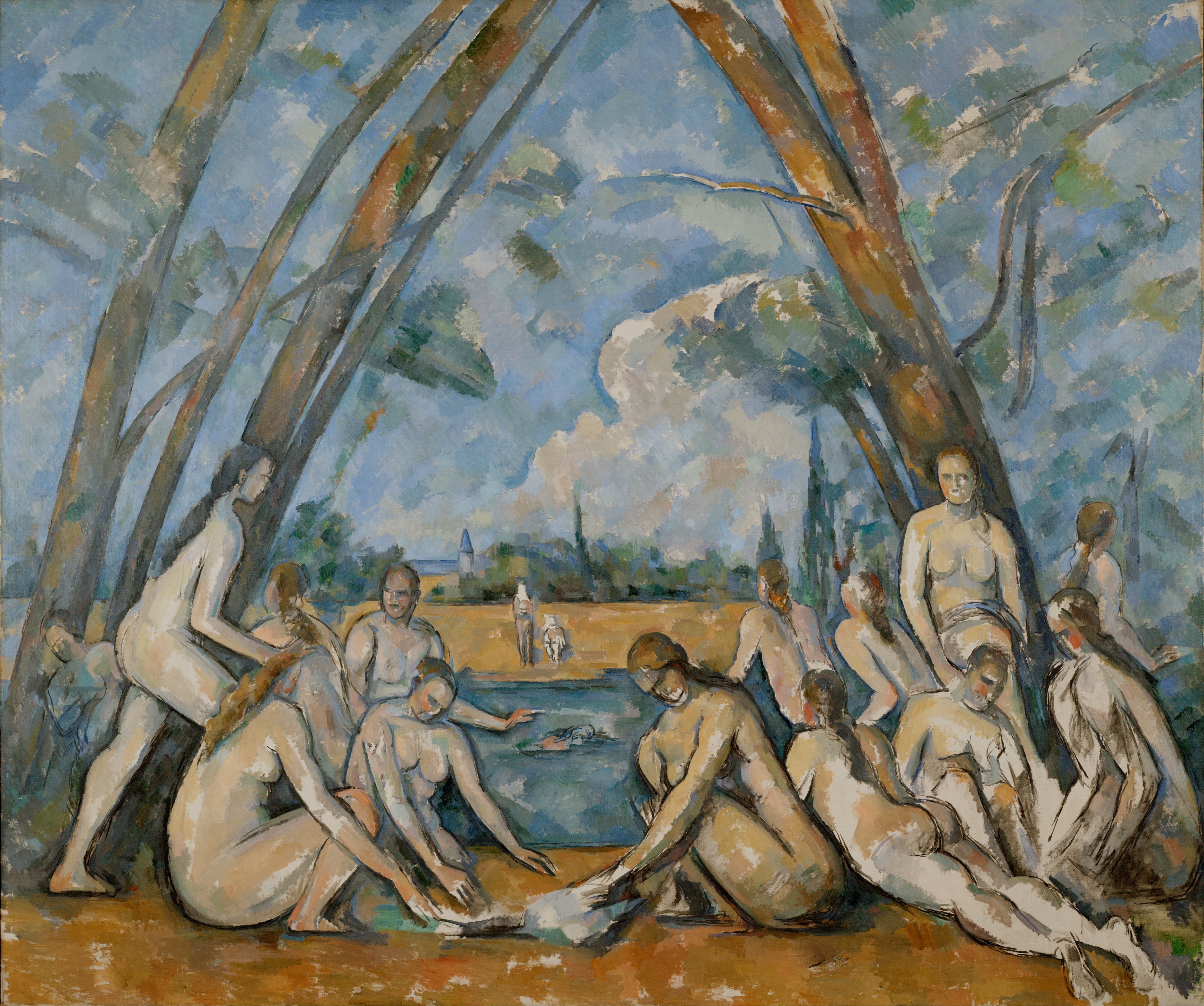
De stora baderskorna (1906)